# Ouidad Sfouh
Ouidad Sfouh est une boxeuse algérienne née le 8 mars 1995 à Alger.

## Carrière
Ouidad Sfouh est médaillée d'or dans la catégorie des moins de 54 kg aux championnats d'Afrique de Brazzaville en 2017.